# Reiff (Unternehmen)

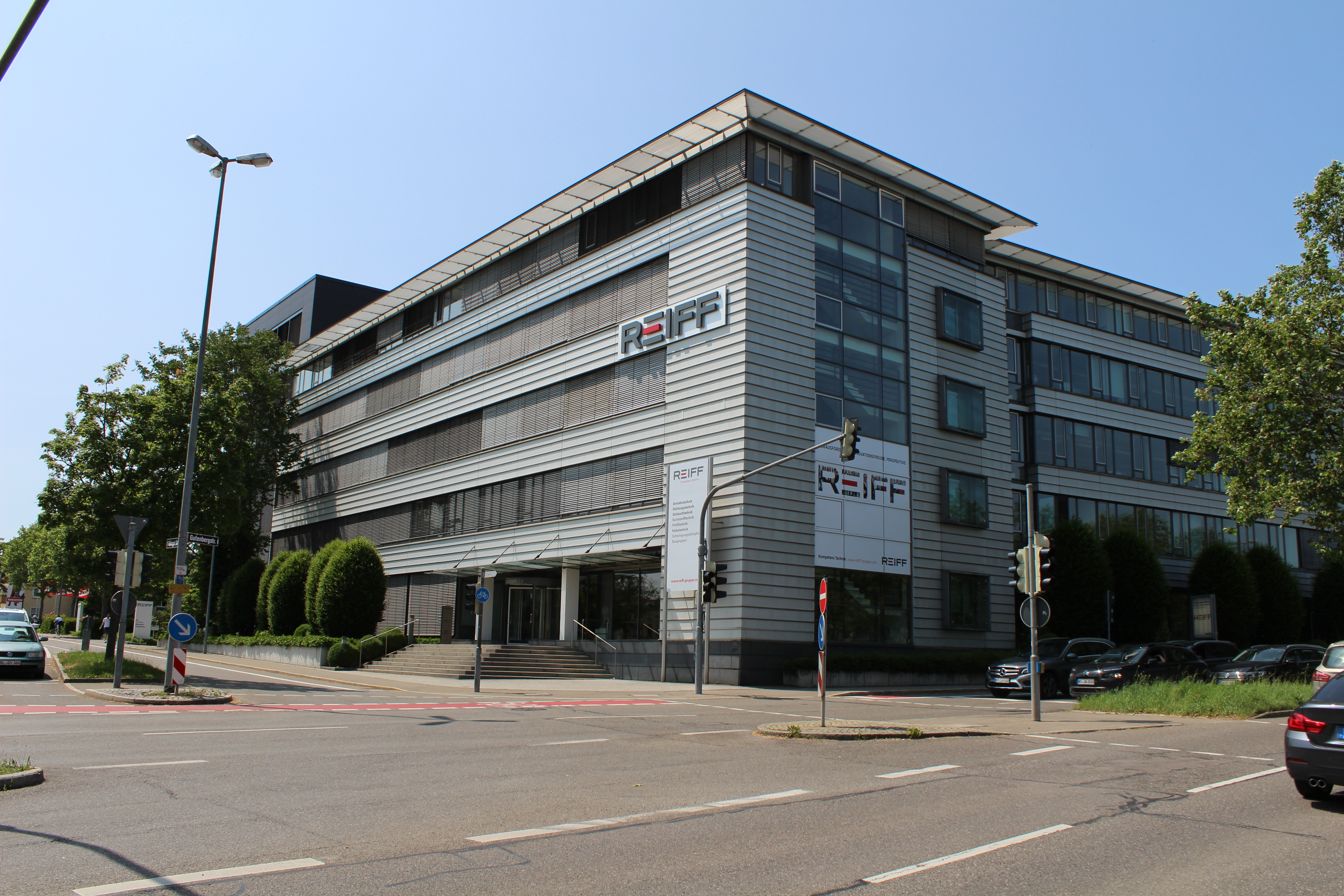
Sitz der Reiff-Gruppe

Die Reiff Holding GmbH & Co. KG (Eigenschreibweise: REIFF-Gruppe) ist ein im Jahre 1910 gegründetes deutsches Familienunternehmen mit Hauptsitz in Reutlingen, Baden-Württemberg.

## Geschichte
Am 1. Juli 1910 gründete Albert Reiff in Reutlingen die Albert Reiff KG, Technische Gummiwaren. Im Jahr 1922 wurde das Tochterunternehmen A. Reiff + Cie., Automobile-Zubehör und 1931 das Tochterunternehmen Reiff + Cie., Techn. Industriebedarf, Kfz-Zubehör und Vulkanisierbetrieb gegründet. Mit der Eröffnung eines Geschäftshauses in Reutlingen im Jahre 1937 stieg Reiff in den Einzelhandel ein. 1980 wurde aus dem Unternehmen eine GmbH. Nach 1990 eröffnete die Unternehmensgruppe Standorte in Ostdeutschland und Polen. Neben dem klassischen Handelsgeschäft hat Reiff die Elastomertechnik in Reutlingen etabliert, die seit den 1980er-Jahren zu einem Automobilzulieferer für Formteile aus Kautschuk herangewachsen ist. 1995 und 1997 folgten die Übernahmen von Kremer und Roller. Im Jahr 1999 hat sich die Reiff-Gruppe in folgende Geschäftsbereiche aufgeteilt: Reiff Technische Produkte (RTP), Reiff Management und Service (RMS), Reiff Reifen + Autotechnik GmbH (RRA) und Reiff Anlagen-Management GmbH + Co. KG. Der Geschäftsbereich Reifen und Autotechnik wurde 2017 in Gänze von der Fintyre Group gekauft. Das Nutzungsrecht des Namens „Reiff“ für die Reifenbranche und die zugehörigen Marken „Tyre1“ und „Reifendiscount“ wurden in diesem Zuge mitveräußert.
Im Februar 2020 war die REIFF Reifen und Autotechnik GmbH Teil der Konzerninsolvenz der Fintyre Gruppe in Deutschland.
2021 erfolgte die Integration der Reiff Management und Service (RMS) in die Reiff Technische Produkte (RTP) und der Verkauf der R.E.T Elastomertechnik in Reutlingen.
Im November 2024 kaufte die österreichische Haberkorn GmbH je 25 Prozent der Anteile an der Reiff Technische Produkte GmbH sowie der Kremer GmbH.
Im Juli 2025 hat REIFF Technische Produkte GmbH die Eröffnung eines Insolvenzverfahrens in Eigenverwaltung beim Amtsgericht Tübingen beantragt.

## Konzernstruktur und Produkte
Die Reiff-Gruppe ist ein Familienunternehmen mit dem Schwerpunkt Handelsaktivitäten in der Bundesrepublik Deutschland. Sie hat nach eigenen Angaben 600 Mitarbeitende in vier Ländern an 13 Standorten. Reiff bietet Antriebs-, Fluid- und Dichtungstechnik sowie Anwendungen aus Gummi und Kunststoff an.
Zur Reiff-Gruppe zählen die Firmen Reiff Holding, Reiff Technische Produkte mit acht Standorten in Deutschland, Reiff Technical Products Shanghai/China, Kremer in Wächtersbach, Roller Belgium mit zwei Standorten in Belgien, Roller-Tech in Luxemburg.